# Edificio del Banco de España (Reus)
El antiguo edificio del Banco de España, actualmente la sede del Museo Salvador Vilaseca, es un edificio de planta baja y tres pisos, diseñado por el arquitecto Pere Caselles, y protegido como bien cultural de interés local, situado en la calle Raval de Santa Anna, número 59.

## Descripción
Es de estilo neoclásico, con trazas eclécticas y contiene elementos decorativos en piedra en referencia a la industria y el comercio. Es un edificio en esquina, en el que destaca la fuerza del ángulo en que se dobla la fachada a las dos calles, que se encuentran en un ángulo agudo y que adquiere la forma de una torre. Es de difícil catalogación como muchas obras de Caselles. Tiene más interés su fachada que las soluciones decorativas, composicionales y estructurales interiores. La fachada principal, la del Raval de Santa Anna, ordenada simétricamente alrededor de un eje central que contiene el único acceso. Tanto la colocación de los huecos como una evaluación en vertical y horizontal responden a unas directrices clásicas con elementos neobarrocos, aunque la ornamentación pertenece a un lenguaje modernista.

## Historia
Construido sobre el solar del antiguo Teatro Principal, en 1902 se llevó a cabo el  proyecto de la obra, diseñado para albergar la sucursal en la ciudad de Reus del Banco de España. Es construido entre 1902 y 1904, pero no se realiza siguiendo por completo el diseño de Pere Caselles, que vio a una cumbre sobre el ángulo de la esquina. En 1953 se llevaron a cabo obras de reforma de las estructuras y decoración de interiores. En 1978 cierran las oficinas del banco y, al año siguiente, el edificio es donado gratis a la ciudad. Recientemente se vienen discutiendo desde los partidos políticos con representación en el ayuntamiento diferentes vías de reembolso y restitución por parte del Ayuntamiento de Reus a la Corona de España. El Ayuntamiento de Reus instala después el Museo Arqueológico Salvador Vilaseca, inaugurado en 1984 y llamado así porque contiene la colección de piezas arqueológicas del doctor Salvador Vilaseca. El sótano del edificio, además de la cámara acorazada y una caja fuerte originales, alberga la reserva de arqueología; en la planta baja, las salas de exposiciones temporales; en el primer piso, la exposición permanente y los talleres de arqueología; en el segundo, las oficinas de dirección, administración y conservación, así como la biblioteca y el archivo, y en la tercera, el laboratorio de restauración, el taller de minerales y diferentes áreas de reserva.